# Luca Brecel
Luca Brecel (Dilsen-Stokkem, 1995. március 8. –) világbajnok belga snookerjátékos. A világ egyik legígéretesebb tehetségének tartják. Ő az első nyugat-európai játékos aki világbajnoki címet szerzett.
A snooker-világbajnokságok történetének legfiatalabb és egyben első belga főtáblás játékosa.

## Amatőrként
2009 áprilisában, mindössze tizennégy évesen a legfiatalabb U19-es Európa-bajnok lett.
2009 májusában, a World Series of Snooker 2009-10-es kiírásának portugál állomásán több bravúrgyőzelmet is aratott, a csoportkörben Jimmy White-ot, majd a következő körben Ken Dohertyt győzte le, mielőtt a negyeddöntőben kikapott Graeme Dott-tól.
Augusztusban a világranglista akkori tizenkettedik helyezettjét, Joe Perryt sikerült legyőznie a Paul Hunter Classicon. 2010 januárjában, Brugge-ben, egy bemutatómérkőzésen a hétszeres Stephen Hendry ellen aratott 4–1-es győzelmet.
Májusban felnőtt belga bajnok lett, ellenfele a döntőben Bjorn Haneveer volt. 136-tal övé volt a legnagyobb break is.
A Power Snooker első versenyén ő volt a nyolc meghívott játékos egyike Neil Robertson, Ding Junhui, Mark Selby, Ali Carter, Shaun Murphy, Jimmy White és Ronnie O’Sullivan mellett. Itt az első körben kiesett O’Sullivan ellen.
Decemberben megválasztották az év fiatal belga sportolójának.
2011 szabadkártyát kapott a következő szezon Main Tour-versenyeire.

## Profiként

### 2011–12-es szezon
Brecel 2011 júniusa óta profi játékos. Első mérkőzésén rögtön győzelmet aratott, ellenfele Anthony Hamilton volt. 2012 januárjában egy amatőr versenyen megcsinálta első maximum breakjét.
A PTC-szezon összes versenyén részt vett, legjobb eredménye a legjobb 32 közé jutás volt a második, a nyolcadik és a kilencedik versenyen. Az összesített PTC-listán hatvankilencedik lett.
A világbajnokság volt a szezon messze legjobban sikerült versenye számára. Azzal, hogy a selejtező mind a négy körét sikerrel vette, Ian McCulloch, Barry Pinches, Michael Holt és Mark King ellen, a világbajnokságok történetének legfiatalabb főtáblás játékosa lett 17 évesen és egy hónaposan, Stephen Hendry rekordját megdöntve. Rajtuk kívül is csak három olyan játékos volt, aki 18 évesnél fiatalabban jutott bármilyen pontszerző verseny főtáblájára. Bár a főtáblára sikerült kvalifikálnia magát, az újabb bravúr már nem sikerült Brecelnek, az első körben Stephen Maguire-től 10–5-ös vereséget szenvedett.
Annak ellenére, hogy nem sikerült a legjobb 64-be bekerülnie (ezek a játékosok automatikusan megtartják helyüket a Main Touron), a következő idényre is szabadkártyát kapott, Tony Dragóval együtt.

## Statisztika
| #                          | HN | 79 |
| Pontszerző versenyek       |    |    |
| Wuxi Classic               | NR | LQ |
| Australian Goldfields Open | LQ | LQ |
| Shanghai Masters           | LQ | LQ |
| International Championship | NH | LQ |
| UK Championship            | LQ | ND |
| German Masters             | LQ | LQ |
| Welsh Open                 | LQ | LQ |
| World Open                 | LQ | LQ |
| Players Tour Championship  | LQ | LQ |
| China Open                 | LQ | LQ |
| Világbajnokság             | 1R |    |
| Nem pontszerző versenyek   |    |    |
| Masters                    | A  | A  |
| Premier League Snooker     | A  | A  |

| Jelmagyarázat | Jelmagyarázat          | Jelmagyarázat | Jelmagyarázat                                                      |
| ------------- | ---------------------- | ------------- | ------------------------------------------------------------------ |
| LQ            | Kiesett a selejtezőben | #R            | A verseny egy korai szakaszában esett ki. (WR = Szabadkártyás kör) |
| ND            | Negyeddöntős           | ED            | Elődöntős                                                          |
| D             | Döntős                 | Gy            | Győztes                                                            |
| DQ            | Kizárva.               | A             | Nem indult.                                                        |

| NR / Nem rendezték meg | NR / Nem rendezték meg | NR / Nem rendezték meg | NR / Nem rendezték meg | A versenyt már nem rendezik meg, vagy abban az évben elmaradt. |
| NP / Nem pontszerző    | NP / Nem pontszerző    | NP / Nem pontszerző    | NP / Nem pontszerző    | A verseny (már) nem pontszerző torna.                          |

1. ↑  A Main Tour új játékosainak nincs helyezése.